# 24 Ore di Daytona 2023
La 24 Ore di Daytona 2023 è stata la sessantunesima edizione della 24 Ore di Daytona, valevole per il Campionato IMSA WeatherTech SportsCar 2023 così come il primo di quattro round della Michelin Endurance Cup. Si è tenuta come da tradizione al Daytona International Speedway tra il 28 e il 29 gennaio 2023.

## Iscritti

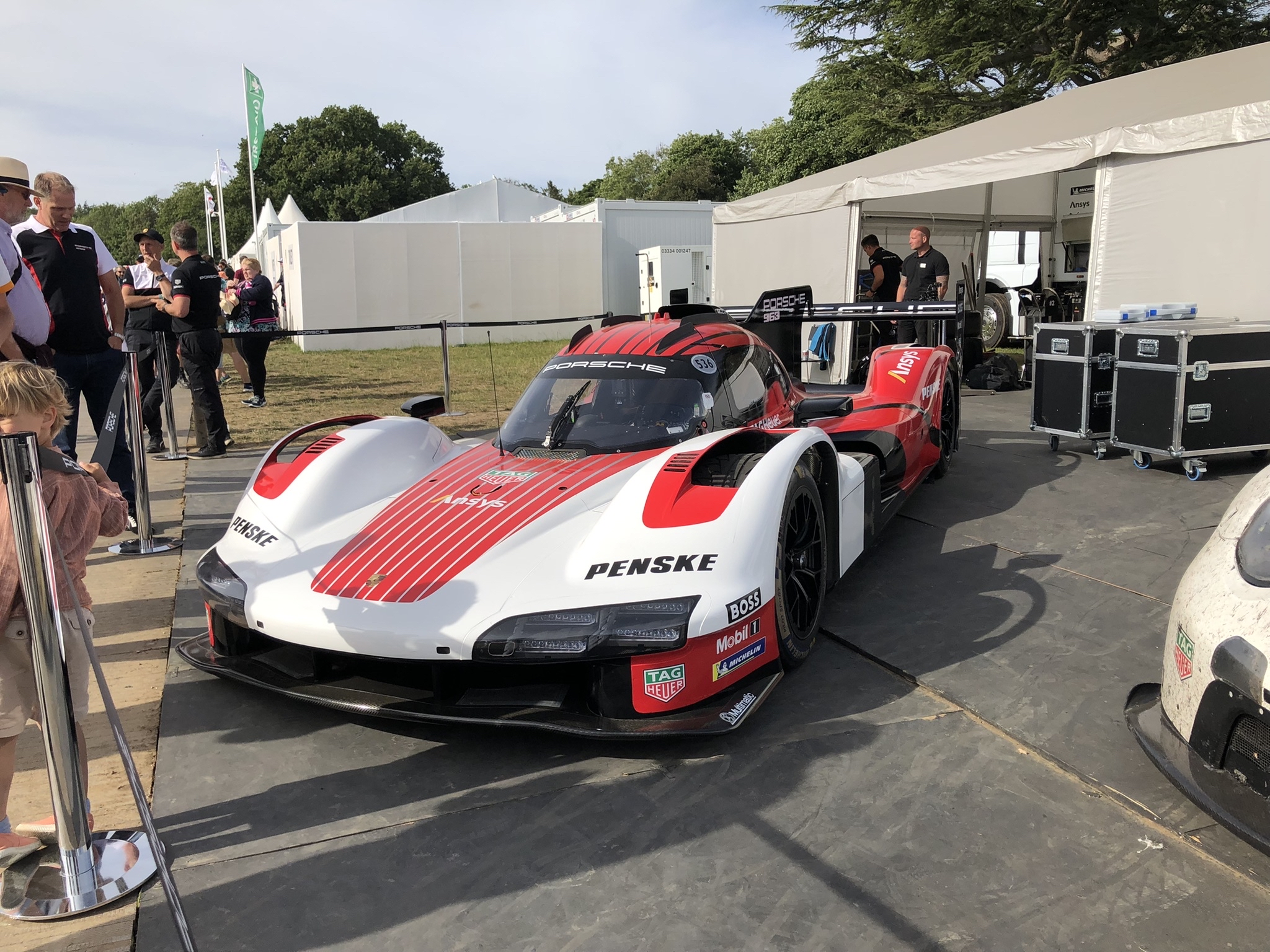
La Porsche 963 durante la presentazione al Goodwood Festival of Speed

Il 16 dicembre 2022 viene annunciato l'elenco ufficiale del team iscritti, l'edizione 2023 vanta ben 60 team, nove nella nuova Classe GTP che sostituisce la DPi, dieci nella classe LMP2, nove nella LMP3, otto nella GTD PRO e ventiquattro nella GTD. La più grande novità è il ritorno nella classe massima di Porsche con la 963 e della BMW con la M Hybrid V8, i due marchi tedeschi si aggiungono ai già presenti: Acura, che porta la nuova ARX-06 e la Cadillac con la V- LMDh.
Nella classe regina, la GTP, la Cadillac Racing conferma Sebastien Bourdais, Renger van der Zande e Scott Dixon sulla vettura numero 01, mentre sulla seconda macchina conferma Earl Bamber e Alex Lynn e ottiene Richard Westbrook, ex pilota Glickenhaus. Rivoluzione invece avviene nel team Whelen Engineering Racing dove vengono ingaggiati: Pipo Derani, Alexander Sims e Jack Aitken.
Pochi cambiamenti avvengono nelle due vetture del Acura, vengono confermati in blocco Filipe Albuquerque, Ricky Taylor, Helio Castroneves, Simon Pagenaud e Tom Blomqvist ai quali si aggiungono Colin Braun, Brendon Hartley e Louis Delétraz.
La BMW, unita con il Team RLL, porta due vetture in pista, la numero 24 e 25, la prima guidata da Nick Yelloly, Connor De Phillippi, Sheldon van der Linde e Colton Herta mentre la seconda viene portata in pista da Philipp Eng, Augusto Farfus e Marco Wittmann.
La Porsche si unisce con il Team Penske, portando due 963 in pista, la vettura numero 6 è portata in pista da Nick Tandy, Mathieu Jaminet e Michael Christensen, mentre la numero 7 da Felipe Nasr, Matt Campbell e Dane Cameron. Il marchio tedesco aveva messo a disposizione altre due vetture per i team clienti, JDC-Miller e Proton Competition.
Nella classe LMP2, nove team utilizzano l'Oreca 07 e solo Rick Ware Racing ha scelto la Ligier LMP2. Il team campione in carina nella classe, Tower Motorsport, conferma John Farano ed gli affianca il giovane Kyffin Simpson e due piloti provenienti dalla IndyCar Series, Scott McLaughlin e Josef Newgarden. Tra gli altri piloti iscritti, abbiamo, l'ex pilota di Formula 1, Esteban Gutiérrez che corre con il team CrowdStrike, Mikkel Jensen con TDS Racing, il due volte campione del GT World Challenge Europe, Raffaele Marciello con il team High Class Racing. Il team Era Motorsport porta il pista Oliver Jarvis, vincitore dell'edizione passata nella classe regina, mentre il team Rick Ware Racing schiera tra i suoi piloti Devlin DeFrancesco, attuale pilota di IndyCar e Pietro Fittipaldi ex pilota di Formula 1.
Tra i piloti in GT meritano una menzione: Romain Grosjean che partecipa per la prima volta alla corsa, guiderà la Lamborghini Huracán GT3 Evo 2 del team Iron Lynx, insieme a Bortolotti e Caldarelli. Con la Mercedes-AMG GT3 Evo scende in pista anche il campione in carica del Intercontinental GT Challenge, Daniel Juncadella e il tre volte vincitore della Coppa del Mondo FIA GT, Maro Engel, mentre con l'Aston Martin Vantage AMR GTE abbiamo il vincitore della 24 Ore di Le Mans 2022 (classe GT Am), Marco Sørensen.
Tra i piloti presenti doveva anche figurare Kevin Magnussen, attuale pilota di Formula 1, che partecipava nella classe GTD alla guida della Porsche 911 GT3 R (992), ma per colpa di un'operazione al polso è costretto a saltare la corsa.

## Elenco iscritti
| No. | Squadra                              | Auto             | Pneumatici | Pilota 1           | Pilota 2             | Pilota 3              | Pilota 4       |
| --- | ------------------------------------ | ---------------- | ---------- | ------------------ | -------------------- | --------------------- | -------------- |
| 01  | Cadillac Racing                      | Cadillac V- LMDh | M          | Sebastien Bourdais | Renger van der Zande | Scott Dixon           |                |
| 02  | Cadillac Racing                      | Cadillac V- LMDh | M          | Earl Bamber        | Alex Lynn            | Richard Westbrook     |                |
| 6   | Porsche Penske Motorsport            | Porsche 963      | M          | Nick Tandy         | Mathieu Jaminet      | Michael Christensen   |                |
| 7   | Porsche Penske Motorsport            | Porsche 963      | M          | Felipe Nasr        | Matt Campbell        | Dane Cameron          |                |
| 10  | WTR - Andretti Autosport             | Acura ARX-06     | M          | Filipe Albuquerque | Ricky Taylor         | Brendon Hartley       | Louis Delétraz |
| 24  | BMW M Team RLL                       | BMW M Hybrid V8  | M          | Nick Yelloly       | Connor De Phillippi  | Sheldon van der Linde | Colton Herta   |
| 25  | BMW M Team RLL                       | BMW M Hybrid V8  | M          | Philipp Eng        | Augusto Farfus       | Marco Wittmann        |                |
| 31  | Whelen Engineering Racing            | Cadillac V- LMDh | M          | Pipo Derani        | Alexander Sims       | Jack Aitken           |                |
| 60  | Meyer Shank Racing w/ Curb Agajanian | Acura ARX-06     | M          | Tom Blomqvist      | Colin Braun          | Helio Castroneves     | Simon Pagenaud |

| No. | Squadra                     | Auto        | Pneumatici | Pilota 1          | Pilota 2            | Pilota 3          | Pilota 4            |
| --- | --------------------------- | ----------- | ---------- | ----------------- | ------------------- | ----------------- | ------------------- |
| 04  | CrowdStrike Racing with APR | Oreca 07    | M          | Esteban Gutiérrez | Ben Hanley          | George Kurtz      | Matt McMurry        |
| 8   | Tower Motorsport            | Oreca 07    | M          | John Farano       | Scott McLaughlin    | Josef Newgarden   | Kyffin Simpson      |
| 11  | TDS Racing                  | Oreca 07    | M          | Scott Huffaker    | Mikkel Jensen       | Steven Thomas     | Rinus VeeKay        |
| 18  | Era Motorsport              | Oreca 07    | M          | Ryan Dalzie       | Oliver Jarvis       | Dwight Merriman   | Christian Rasmussen |
| 20  | High Class Racing           | Oreca 07    | M          | Dennis Andersen   | Anders Fjordbach    | Ed Jones          | Raffaele Marciello  |
| 35  | TDS Racing                  | Oreca 07    | M          | François Heriau   | Giedo van der Garde | Josh Pierson      | Job van Uitert      |
| 51  | Rick Ware Racing            | Ligier LMP2 | M          | Austin Cindric    | Devlin DeFrancesco  | Pietro Fittipaldi | Eric Lux            |
| 52  | PR1/Mathiasen Motorsports   | Oreca 07    | M          | Paul-Loup Chatin  | Ben Keating         | Nicolas Lapierre  | Alex Quinn          |
| 55  | Proton Competition          | Oreca 07    | M          | Gianmaria Bruni   | Fred Poordad        | James Allen       | Francesco Pizzi     |
| 88  | AF Corse                    | Oreca 07    | M          | Nicklas Nielsen   | Matthieu Vaxivière  | François Perrodo  | Julien Canal        |

| No. | Squadra                      | Auto               | Pneumatici | Pilota 1            | Pilota 2           | Pilota 3       | Pilota 4            |
| --- | ---------------------------- | ------------------ | ---------- | ------------------- | ------------------ | -------------- | ------------------- |
| 13  | AWA                          | Duqueine M30 - D08 | M          | Matt Bell           | Orey Fidani        | Lars Kern      | Moritz Kranz        |
| 17  | AWA                          | Duqueine M30 - D08 | M          | Wayne Boyd          | Anthony Mantella   | Thomas Merrill | Nicolás Varrone     |
| 33  | Sean Creech Motorsport       | Ligier JS P320     | M          | João Barbosa        | Lance Willsey      | Danny Soufi    | Nico Pino           |
| 36  | Andretti Autosport           | Ligier JS P320     | M          | Jarett Andretti     | Dakota Dickerson   | Gabby Chaves   | Rasmus Lindh        |
| 38  | Performance Tech Motorsports | Ligier JS P320     | M          | Christopher Allen   | Connor Bloum       | John DeAngelis | Cameron Shields     |
| 43  | MRS GT-Racing                | Ligier JS P320     | M          | Alex Vogel          | Guilherme Oliveira | Danial Frost   | Sebastián Álvarez   |
| 74  | Riley                        | Ligier JS P320     | M          | Gar Robinson        | Glenn van Berlo    | Felipe Fraga   | Josh Burdon         |
| 85  | JDC-Miller MotorSports       | Duqueine M30 - D08 | M          | Tijmen van der Helm | Mason Filippi      | Luca Mars      | Till Bechtolsheimer |
| 87  | FastMD Racing                | Duqueine M30 - D08 | M          | Nick Boulle         | Antonio Serravalle | James Vance    | Yu Kanamaru         |

| No. | Squadra                | Auto                          | Pneumatici | Pilota 1          | Pilota 2              | Pilota 3         | Pilota 4       |
| --- | ---------------------- | ----------------------------- | ---------- | ----------------- | --------------------- | ---------------- | -------------- |
| 3   | Corvette Racing        | Chevrolet Corvette C8.R GTD   | M          | Antonio García    | Tommy Milner          | Jordan Taylor    |                |
| 9   | Pfaff Motorsports      | Porsche 911 GT3 R (992)       | M          | Klaus Bachler     | Patrick Pilet         | Laurens Vanthoor |                |
| 14  | Vasser Sullivan Racing | Lexus RC F GT3                | M          | Ben Barnicoat     | Jack Hawksworth       | Mike Conway      |                |
| 23  | Heart of Racing Team   | Aston Martin Vantage AMR GTE  | M          | Ross Gunn         | David Pittard         | Alex Riberas     |                |
| 53  | MDK Motorsports        | Porsche 911 GT3 R (992)       | M          | Trenton Estep     | Mark Kvamme           | Jan Magnussen    | Jason Hart     |
| 62  | Risi Competizione      | Ferrari 296 GT3               | M          | James Calado      | Alessandro Pier Guidi | Davide Rigon     | Daniel Serra   |
| 63  | Iron Lynx              | Lamborghini Huracán GT3 Evo 2 | M          | Mirko Bortolotti  | Andrea Caldarelli     | Romain Grosjean  | Jordan Pepper  |
| 64  | Team TGM with TF Sport | Aston Martin Vantage AMR GTE  | M          | Ted Giovanis      | Hugh Plumb            | Matt Plumb       | Owen Trinkler  |
| 79  | WeatherTech Racing     | Mercedes-AMG GT3 Evo          | M          | Daniel Juncadella | Maro Engel            | Jules Gounon     | Cooper MacNeil |
| 95  | Turner Motorsport      | BMW M4 GT3                    | M          | Michael Dinan     | Robby Foley           | John Edwards     | Bruno Spengler |

| No. | Squadra                          | Auto                          | Pneumatici | Pilota 1              | Pilota 2           | Pilota 3          | Pilota 4            |
| --- | -------------------------------- | ----------------------------- | ---------- | --------------------- | ------------------ | ----------------- | ------------------- |
| 1   | Paul Miller Racing               | BMW M4 GT3                    | M          | Bryan Sellers         | Madison Snow       | Corey Lewis       | Maxime Martin       |
| 12  | Vasser Sullivan                  | Lexus RC F GT3                | M          | Frankie Montecalvo    | Aaron Telitz       | Kyle Kirkwood     | Parker Thompson     |
| 16  | Wright Motorsports               | Porsche 911 GT3 R (992)       | M          | Ryan Hardwick         | Jan Heylen         | Dennis Olsen      | Zacharie Robicho    |
| 19  | Iron Lynx                        | Lamborghini Huracán GT3 Evo 2 | M          | Claudio Schiavoni     | Raffaele Giammaria | Franck Perera     | Rolf Ineichen       |
| 21  | AF Corse                         | Ferrari 296 GT3               | M          | Francesco Castellacci | Simon Mann         | Toni Vilander     | Luis Pérez Companc  |
| 023 | Triarsi Competizione             | Ferrari 296 GT3               | M          | Andrea Bertolini      | Alessio Rovera     | Charlie Scardina  | Onofrio Triarsi     |
| 27  | Heart of Racing Team             | Aston Martin Vantage AMR GTE  | M          | Roman De Angelis      | Ian James          | Marco Sørensen    | Darren Turner       |
| 32  | Team Korthoff Motorsports        | Mercedes-AMG GT3 Evo          | M          | Maximilian Götz       | Mikaël Grenier     | Kenton Koch       | Mike Skeen          |
| 42  | NTE Sport                        | Lamborghini Huracán GT3 Evo 2 | M          | Alessio Deledda       | Kerong Li          | Jaden Conwright   | Don Yount           |
| 44  | Magnus Racing                    | Aston Martin Vantage AMR GTE  | M          | Andy Lally            | John Potter        | Spencer Pumpelly  | Nicki Thiim         |
| 47  | Cetilar Racing                   | Ferrari 296 GT3               | M          | Alessandro Balzan     | Antonio Fuoco      | Roberto Lacorte   | Giorgio Sernagiotto |
| 57  | Winward Racing                   | Mercedes-AMG GT3 Evo          | M          | Lucas Auer            | Indy Dontje        | Philip Ellis      | Russell Ward        |
| 66  | Gradient Racing                  | Acura NSX GT3                 | M          | Mario Farnbacher      | Katherine Legge    | Marc Miller       | Sheena Monk         |
| 70  | Inception Racing                 | McLaren 720S GT3              | M          | Marvin Kirchhöfer     | Brendan Iribe      | Ollie Millroy     | Frederik Schandorff |
| 75  | SunEnergy1 Racing                | Mercedes-AMG GT3 Evo          | M          | Kenny Habul           | Fabian Schiller    | Luca Stolz        | Axcil Jefferies     |
| 77  | Wright Motorsports               | Porsche 911 GT3 R (992)       | M          | Alan Brynjolfsson     | Kévin Estre        | Trent Hindman     | Maxwell Root        |
| 78  | US RaceTronics                   | Lamborghini Huracán GT3 Evo 2 | M          | Marco Mapelli         | Loris Spinelli     | Benjamin Hites    | Misha Goikhberg     |
| 80  | AO Racing                        | Porsche 911 GT3 R (992)       | M          | P. J. Hyett           | Gunnar Jeannette   | Sebastian Priaulx | Harry Tincknell     |
| 83  | Iron Dames                       | Lamborghini Huracán GT3 Evo 2 | M          | Rahel Frey            | Sarah Bovy         | Doriane Pin       | Michelle Gatting    |
| 91  | KellyMoss with Riley             | Porsche 911 GT3 R (992)       | M          | Alan Metni            | Jaxon Evans        | Kay van Berlo     | Julien Andlauer     |
| 92  | KellyMoss with Riley             | Porsche 911 GT3 R (992)       | M          | Jeroen Bleekemolen    | Nick Boulle        | Andrew Davis      | Alec Udell          |
| 93  | Racers Edge Motorsports with WTR | Acura NSX GT3                 | M          | Ryan Briscoe          | Daniel Formal      | Ashton Harrison   | Kyle Marcelli       |
| 96  | Turner Motorsport                | BMW M4 GT3                    | M          | Bill Auberlen         | Chandler Hull      | Robby Foley       | Jens Klingmann      |

## Qualifiche
Le pole position in ogni classe sono indicate in grassetto.
| Pos.                                                                | Classe  | #   | Team                                     | Pilota             | Tempo    | Gap     | Griglia |
| ------------------------------------------------------------------- | ------- | --- | ---------------------------------------- | ------------------ | -------- | ------- | ------- |
| 1                                                                   | GTP     | 60  | Meyer Shank Racing w/ Curb Agajanian     | Tom Blomqvist      | 1:34.031 | —       | 1       |
| 2                                                                   | GTP     | 7   | Porsche Penske Motorsport                | Felipe Nasr        | 1:34.114 | +0.083  | 2       |
| 3                                                                   | GTP     | 10  | Konica Minolta Acura ARX-06              | Ricky Taylor       | 1:34.198 | +0.167  | 3       |
| 4                                                                   | GTP     | 01  | Cadillac Racing                          | Sébastien Bourdais | 1:34.262 | +0.231  | 4       |
| 5                                                                   | GTP     | 02  | Cadillac Racing                          | Alex Lynn          | 1:34.389 | +0.358  | 5       |
| 6                                                                   | GTP     | 31  | Whelen Engineering Racing                | Pipo Derani        | 1:34.608 | +0.577  | 6       |
| 7                                                                   | GTP     | 24  | BMW M Team RLL                           | Philipp Eng        | 1:34.723 | +0.692  | 7       |
| 8                                                                   | GTP     | 25  | BMW M Team RLL                           | Nick Yelloly       | 1:34.846 | +0.815  | 8       |
| 9                                                                   | LMP2    | 52  | PR1/Mathiasen Motorsports                | Ben Keating        | 1:40.541 | +6.510  | 10      |
| 10                                                                  | LMP2    | 35  | TDS Racing                               | François Heriau    | 1:41.751 | +7.720  | 11      |
| 11                                                                  | LMP2    | 11  | TDS Racing                               | Steven Thomas      | 1:41.813 | +7.782  | 12      |
| 12                                                                  | LMP2    | 88  | AF Corse                                 | François Perrodo   | 1:41.942 | +7.911  | 13      |
| 13                                                                  | LMP2    | 04  | CrowdStrike Racing by APR                | George Kurtz       | 1:41.951 | +7.920  | 14      |
| 14                                                                  | LMP2    | 51  | Rick Ware Racing                         | Eric Lux           | 1:42.111 | +8.080  | 15      |
| 15                                                                  | LMP2    | 20  | High Class Racing                        | Dennis Andersen    | 1:42.277 | +8.246  | 16      |
| 16                                                                  | LMP3    | 33  | Sean Creech Motorsport                   | Nico Pino          | 1:43.197 | +9.166  | 20      |
| 17                                                                  | LMP3    | 36  | Andretti Autosport                       | Dakota Dickerson   | 1:43.307 | +9.276  | 21      |
| 18                                                                  | LMP3    | 38  | Performance Tech Motorsports             | Cameron Shields    | 1:43.351 | +9.320  | 22      |
| 19                                                                  | LMP3    | 43  | MRS GT-Racing                            | Guilherme Oliveira | 1:43.557 | +9.526  | 23      |
| 20                                                                  | LMP3    | 74  | Riley Motorsports                        | Gar Robinson       | 1:43.840 | +9.809  | 24      |
| 21                                                                  | LMP3    | 85  | JDC-Miller MotorSports                   | Luca Mars          | 1:43.883 | +9.852  | 25      |
| 22                                                                  | LMP2    | 18  | Era Motorsport                           | Dwight Merriman    | 1:43.965 | +9.934  | 17      |
| 23                                                                  | LMP3    | 87  | FastMD Racing                            | Yu Kanamaru        | 1:44.237 | +10.206 | 26      |
| 24                                                                  | LMP3    | 13  | AWA                                      | Orey Fidani        | 1:45.822 | +11.791 | 27      |
| 25                                                                  | GTD     | 57  | Winward Racing                           | Philip Ellis       | 1:46.093 | +12.062 | 29      |
| 26                                                                  | LMP3    | 17  | AWA                                      | Anthony Mantella   | 1:46.187 | +12.156 | 28      |
| 27                                                                  | GTD     | 75  | SunEnergy1 Racing                        | Fabian Schiller    | 1:46.312 | +12.281 | 30      |
| 28                                                                  | GTD     | 32  | Team Korthoff Motorsports                | Mikaël Grenier     | 1:46.705 | +12.674 | 31      |
| 29                                                                  | GTD Pro | 79  | WeatherTech Racing                       | Maro Engel         | 1:46.784 | +12.753 | 32      |
| 30                                                                  | GTD Pro | 23  | Heart of Racing Team                     | Ross Gunn          | 1:46.825 | +12.794 | 33      |
| 31                                                                  | GTD     | 93  | Racer's Edge Motorsports w/ WTR Andretti | Kyle Marcelli      | 1:46.867 | +12.836 | 34      |
| 32                                                                  | GTD Pro | 14  | Vasser Sullivan Racing                   | Ben Barnicoat      | 1:46.923 | +12.892 | 35      |
| 33                                                                  | GTD     | 66  | Gradient Racing                          | Mario Farnbacher   | 1:46.960 | +12.929 | 36      |
| 34                                                                  | GTD     | 70  | Inception Racing w/ Optimum Motorsport   | Marvin Kirchhöfer  | 1:46.979 | +12.948 | 37      |
| 35                                                                  | GTD     | 27  | Heart of Racing Team                     | Roman De Angelis   | 1:47.088 | +13.057 | 38      |
| 36                                                                  | GTD     | 12  | Vasser Sullivan Racing                   | Aaron Telitz       | 1:47.361 | +13.330 | 39      |
| 37                                                                  | GTD Pro | 3   | Corvette Racing                          | Antonio García     | 1:48.077 | +14.046 | 40      |
| 38                                                                  | GTD Pro | 64  | TGM/TF Sport                             | Owen Trinkler      | 1:48.081 | +14.050 | 41      |
| 39                                                                  | GTD Pro | 63  | Iron Lynx                                | Andrea Caldarelli  | 1:48.233 | +14.202 | 42      |
| 40                                                                  | GTD     | 47  | Cetilar Racing                           | Antonio Fuoco      | 1:48.309 | +14.278 | 43      |
| 41                                                                  | GTD     | 19  | Iron Lynx                                | Franck Perera      | 1:48.432 | +14.401 | 44      |
| 42                                                                  | GTD Pro | 95  | Turner Motorsport                        | Bill Auberlen      | 1:48.505 | +14.474 | 45      |
| 43                                                                  | GTD     | 1   | Paul Miller Racing                       | Madison Snow       | 1:48.526 | +14.495 | 46      |
| 44                                                                  | GTD     | 96  | Turner Motorsport                        | Robby Foley        | 1:48.756 | +14.725 | 47      |
| 45                                                                  | GTD     | 44  | Magnus Racing                            | John Potter        | 1:48.820 | +14.789 | 48      |
| 46                                                                  | GTD     | 16  | Wright Motorsports                       | Jan Heylen         | 1:48.942 | +14.911 | 49      |
| 47                                                                  | GTD Pro | 9   | Pfaff Motorsports                        | Laurens Vanthoor   | 1:48.977 | +14.946 | 50      |
| 48                                                                  | GTD     | 83  | Iron Dames                               | Rahel Frey         | 1:48.991 | +14.960 | 51      |
| 49                                                                  | GTD     | 78  | US RaceTronics                           | Misha Goikhberg    | 1:49.075 | +15.044 | 52      |
| 50                                                                  | GTD     | 21  | AF Corse                                 | Miguel Molina      | 1:49.265 | +15.234 | 53      |
| 51                                                                  | GTD     | 77  | VOLT Racing w/ Wright Motorsports        | Kévin Estre        | 1:49.358 | +15.327 | 54      |
| 52                                                                  | GTD     | 92  | Kellymoss w/ Riley Motorsports           | Jeroen Bleekemolen | 1:49.373 | +15.342 | 55      |
| 53                                                                  | GTD Pro | 62  | Risi Competizione                        | Daniel Serra       | 1:49.495 | +15.464 | 56      |
| 54                                                                  | GTD     | 91  | Kellymoss w/ Riley Motorsports           | Julien Andlauer    | 1:49.507 | +15.476 | 57      |
| 55                                                                  | GTD     | 80  | AO Racing Team                           | Harry Tincknell    | 1:49.644 | +15.613 | 58      |
| 56                                                                  | LMP2    | 8   | Tower Motorsports                        | John Farano        | 1:49.679 | +15.648 | 18      |
| 57                                                                  | GTD     | 023 | Triarsi Competizione                     | Alessio Rovera     | 1:49.763 | +15.732 | 59      |
| 58                                                                  | GTD Pro | 53  | MDK Motorsports                          | Jan Magnussen      | 1:50.628 | +16.597 | 60      |
| 59                                                                  | GTD     | 42  | NTE Sport/SSR                            | Don Yount          | 1:50.873 | +16.842 | 61      |
| 60                                                                  | LMP2    | 55  | Proton Competition                       | Fred Poordad       | +16.938  | +16.938 | 19      |
| 61                                                                  | GTP     | 6   | Porsche Penske Motorsport                | Nick Tandy         | no tempo |         | 9       |
| Risultati (PDF) (archiviato dall'url originale il 23 gennaio 2023). |         |     |                                          |                    |          |         |         |

## Gara

### Risultati
I vincitori di classe sono indicati in grassetto.
| Pos. | No. | Classe  | Team                                 | Auto                          | Giri |
| ---- | --- | ------- | ------------------------------------ | ----------------------------- | ---- |
| 1    | 60  | GTP     | Meyer Shank Racing w/ Curb Agajanian | Acura ARX-06                  | 783  |
| 2    | 10  | GTP     | WTR - Andretti Autosport             | Acura ARX-06                  | 783  |
| 3    | 01  | GTP     | Cadillac Racing                      | Cadillac V- LMDh              | 783  |
| 4    | 02  | GTP     | Cadillac Racing                      | Cadillac V- LMDh              | 783  |
| 5    | 31  | GTP     | Whelen Engineering Racing            | Cadillac V- LMDh              | 771  |
| 6    | 24  | GTP     | BMW M Team RLL                       | BMW M Hybrid V8               | 768  |
| 7    | 55  | LMP2    | Proton Competition                   | Oreca 07                      | 761  |
| 8    | 04  | LMP2    | CrowdStrike Racing with APR          | Oreca 07                      | 761  |
| 9    | 88  | LMP2    | AF Corse                             | Oreca 07                      | 761  |
| 10   | 35  | LMP2    | TDS Racing                           | Oreca 07                      | 761  |
| 11   | 8   | LMP2    | Tower Motorsport                     | Oreca 07                      | 759  |
| 12   | 51  | LMP2    | Rick Ware Racing                     | Ligier LMP2                   | 758  |
| 13   | 52  | LMP2    | PR1/Mathiasen Motorsports            | Oreca 07                      | 757  |
| 14   | 7   | GTP     | Porsche Penske Motorsport            | Porsche 963                   | 749  |
| 15   | 17  | LMP3    | AWA                                  | Duqueine M30 - D08            | 737  |
| 16   | 27  | GTD     | Heart of Racing Team                 | Aston Martin Vantage AMR GTE  | 729  |
| 17   | 79  | GTD Pro | WeatherTech Racing                   | Mercedes-AMG GT3 Evo          | 729  |
| 18   | 44  | GTD     | Magnus Racing                        | Aston Martin Vantage AMR GTE  | 729  |
| 19   | 3   | GTD Pro | Corvette Racing                      | Chevrolet Corvette C8.R GTD   | 729  |
| 20   | 14  | GTD Pro | Vasser Sullivan Racing               | Lexus RC F GT3                | 729  |
| 21   | 70  | GTD     | Inception Racing                     | McLaren 720S GT3              | 729  |
| 22   | 66  | GTD     | Gradient Racing                      | Acura NSX GT3                 | 729  |
| 23   | 12  | GTD     | Vasser Sullivan                      | Lexus RC F GT3                | 728  |
| 24   | 63  | GTD Pro | Iron Lynx                            | Lamborghini Huracán GT3 Evo 2 | 728  |
| 25   | 9   | GTD Pro | Pfaff Motorsports                    | Porsche 911 GT3 R (992)       | 728  |
| 26   | 93  | GTD     | Racers Edge Motorsports with WTR     | Acura NSX GT3                 | 727  |
| 27   | 78  | GTD     | US RaceTronics                       | Lamborghini Huracán GT3 Evo 2 | 726  |
| 28   | 1   | GTD     | Paul Miller Racing                   | BMW M4 GT3                    | 726  |
| 29   | 33  | LMP3    | Sean Creech Motorsport               | Ligier JS P320                | 725  |
| 30   | 16  | GTD     | Wright Motorsports                   | Porsche 911 GT3 R (992)       | 723  |
| 31   | 38  | LMP3    | Performance Tech Motorsports         | Ligier JS P320                | 721  |
| 32   | 023 | GTD     | Triarsi Competizione                 | Ferrari 296 GT3               | 719  |
| 33   | 77  | GTD     | Wright Motorsports                   | Porsche 911 GT3 R (992)       | 719  |
| 34   | 53  | GTD Pro | MDK Motorsports                      | Porsche 911 GT3 R (992)       | 717  |
| 35   | 13  | LMP3    | AWA                                  | Duqueine M30 - D08            | 717  |
| 36   | 23  | GTD Pro | Heart of Racing Team                 | Aston Martin Vantage AMR GTE  | 716  |
| 37   | 85  | LMP3    | JDC-Miller MotorSports               | Duqueine M30 - D08            | 715  |
| 38   | 19  | GTD     | Iron Lynx                            | Lamborghini Huracán GT3 Evo 2 | 714  |
| 39   | 57  | GTD     | Winward Racing                       | Mercedes-AMG GT3 Evo          | 710  |
| 40   | 80  | GTD     | AO Racing                            | Porsche 911 GT3 R (992)       | 710  |
| 41   | 32  | GTD     | Team Korthoff Motorsports            | Mercedes-AMG GT3 Evo          | 709  |
| 42   | 6   | GTP     | Porsche Penske Motorsport            | Porsche 963                   | 700  |
| 43   | 91  | GTD     | KellyMoss with Riley                 | Porsche 911 GT3 R (992)       | 699  |
| 44   | 96  | GTD     | Turner Motorsport                    | BMW M4 GT3                    | 695  |
| 45   | 64  | GTD Pro | Team TGM with TF Sport               | Aston Martin Vantage AMR GTE  | 674  |
| 46   | 83  | GTD     | Iron Dames                           | Lamborghini Huracán GT3 Evo 2 | 659  |
| 47   | 21  | GTD     | AF Corse                             | Ferrari 296 GT3               | 655  |
| 48   | 25  | GTP     | BMW M Team RLL                       | BMW M Hybrid V8               | 652  |
| 49   | 20  | LMP2    | High Class Racing                    | Oreca 07                      | 646  |
| 50   | 87  | LMP3    | FastMD Racing                        | Duqueine M30 - D08            | 635  |
| 51   | 36  | LMP3    | Andretti Autosport                   | Ligier JS P320                | 618  |
| 52   | 18  | LMP2    | Era Motorsport                       | Oreca 07                      | 510  |
| 53   | 43  | LMP3    | MRS GT-Racing                        | Ligier JS P320                | 371  |
| 54   | 43  | LMP3    | MRS GT-Racing                        | Ligier JS P320                | 368  |
| 55   | 42  | GTD     | NTE Sport                            | Lamborghini Huracán GT3 Evo 2 | 356  |
| 56   | 62  | GTD Pro | Risi Competizione                    | Ferrari 296 GT3               | 349  |
| 57   | 92  | GTD     | KellyMoss with Riley                 | Porsche 911 GT3 R (992)       | 278  |
| 58   | 11  | LMP2    | TDS Racing                           | Oreca 07                      | 249  |
| 59   | 75  | GTD     | SunEnergy1 Racing                    | Mercedes-AMG GT3 Evo          | 233  |
| 60   | 74  | LMP3    | Riley                                | Ligier JS P320                | 89   |
| 61   | 47  | GTD     | CETILAR RACING                       | Ferrari 296 GT3               | 44   |